# Hiroo Kanamori
Hiroo Kanamori (金森 博雄 Kanamori Hiroo) (Tokio, 17 de octubre de 1936) es un sismólogo japonés que hizo contribuciones fundamentales para el entendimiento de los terremotos y los procesos tectónicos que los causan.

## Biografía
Estudió en la Universidad de Tokio donde obtuvo su Ph.D en 1964. 
Kanamori y el sismólogo Tom Hanks propusieron la escala de magnitud de momento como reemlpazo de la escala de Richter para medir la fuerza relativa de los terremotos.
Kanamori inventó el método para calcular el desplazamiento promedio del área de ruptura a lo largo de la falla geológica donde ocurrió el terremoto por la forma de la onda tele sísmica con Masayuki Kikuchi. Además, estudiaron sismología en tiempo real.

## Algunas publicaciones
- Kanamori, H. (1977). «The energy release in great earthquakes». J. Geophys. Res. 82: 2981-2876. doi:10.1029/JB082i020p02981. Archivado desde el original el 23 de julio de 2010.
- S. Uyeda, H. Kanamori (1979). «Back-arc opening and the mode of subduction». Journal of Geophysical Research 84: 1049-1061. doi:10.1029/JB084iB03p01049. Archivado desde el original el 14 de junio de 2011.
- Hanks, Thomas C.; Kanamori, Hiroo (05/1979). «Moment magnitude scale». Journal of Geophysical Research 84 (B5): 2348-2350. doi:10.1029/JB084iB05p02348. Archivado desde el original el 21 de agosto de 2010.
- L. Ruff and H. Kanamori (1980). «Seismicity and the subduction process». Phys. Earth Planet. Inter. 23: 240-252. Archivado desde el original el 23 de julio de 2010.
- Kikuchi, M., and Kanamori, H. (1982). «Inversion of complex body waves». Bull. Seismol. Soc. Am. 72: 491-506. Archivado desde el original el 23 de julio de 2010.
- Kanamori, H., E. Hauksson, and T. Heaton (1997). «Real-time seismology and earthquake hazard mitigation». Nature 390 (6659): 461-464. doi:10.1038/37280. Archivado desde el original el 14 de junio de 2011.
- Allen, R.M. and H. Kanamori (2001). «Rapid determination of event source parameters in southern California for earthquake early warning». AGU 2001 fall meeting.
- Allen RM, Kanamori H. (2 de mayo de 2003). «The potential for earthquake early warning in southern California». Science 300 (5620): 786-9. PMID 12730599. doi:10.1126/science.1080912. Archivado desde el original el 4 de junio de 2010.
- Zollo A, Amoroso O, Lancieri M,Wu Y, Kanamori H (24 de julio de 2010). «A threshold-based earthquake early warning using dense accelerometer networks». Geophysics Journal International 183: 963-974. Bibcode:2010GeoJI.183..963Z. doi:10.1111/j.1365-246X.2010.04765.x. Archivado desde el original el 8 de julio de 2011.